# Lilienströmsches Haus

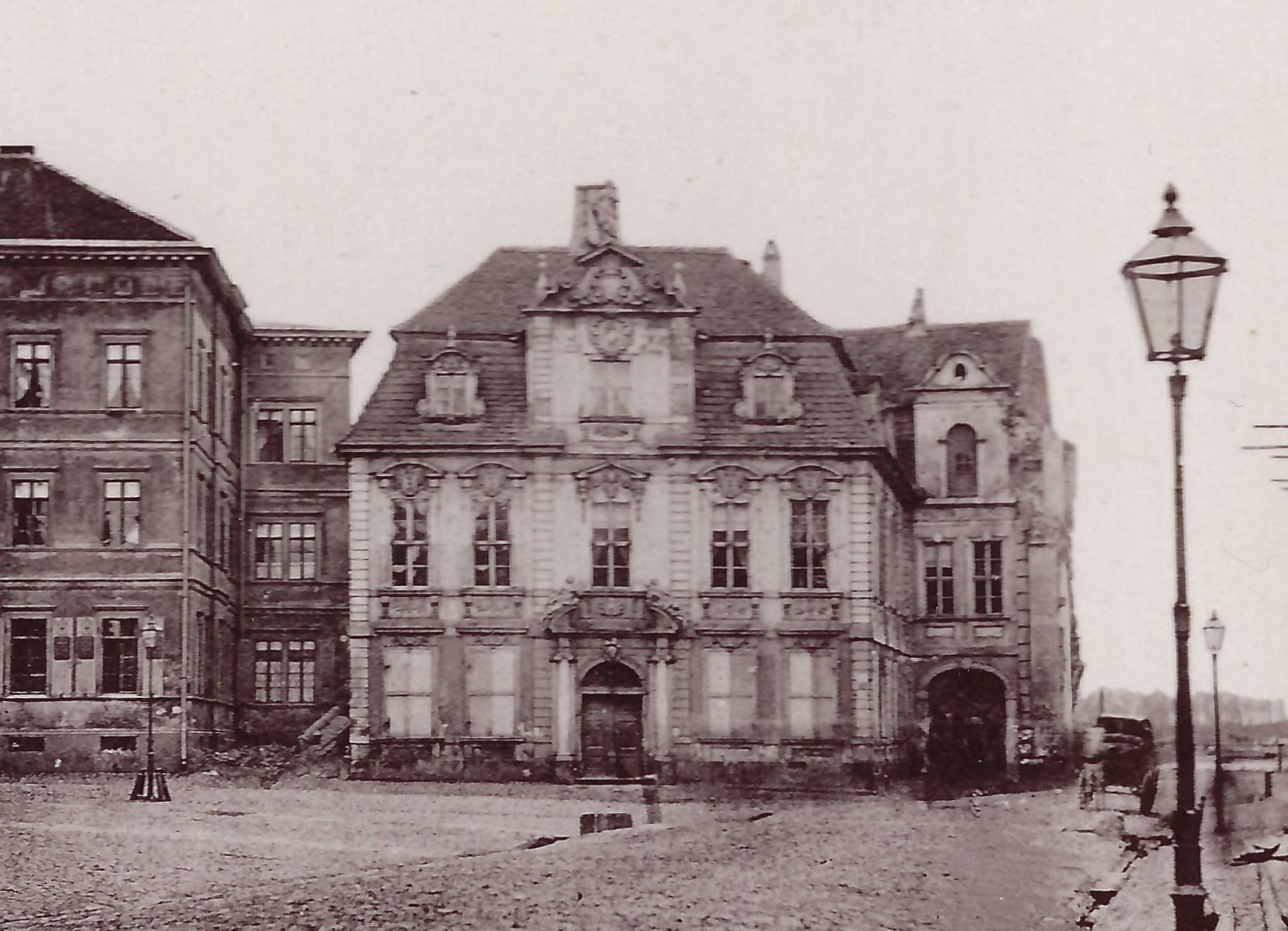
Lilienströmsches Haus, zwischen 1870 und 1873

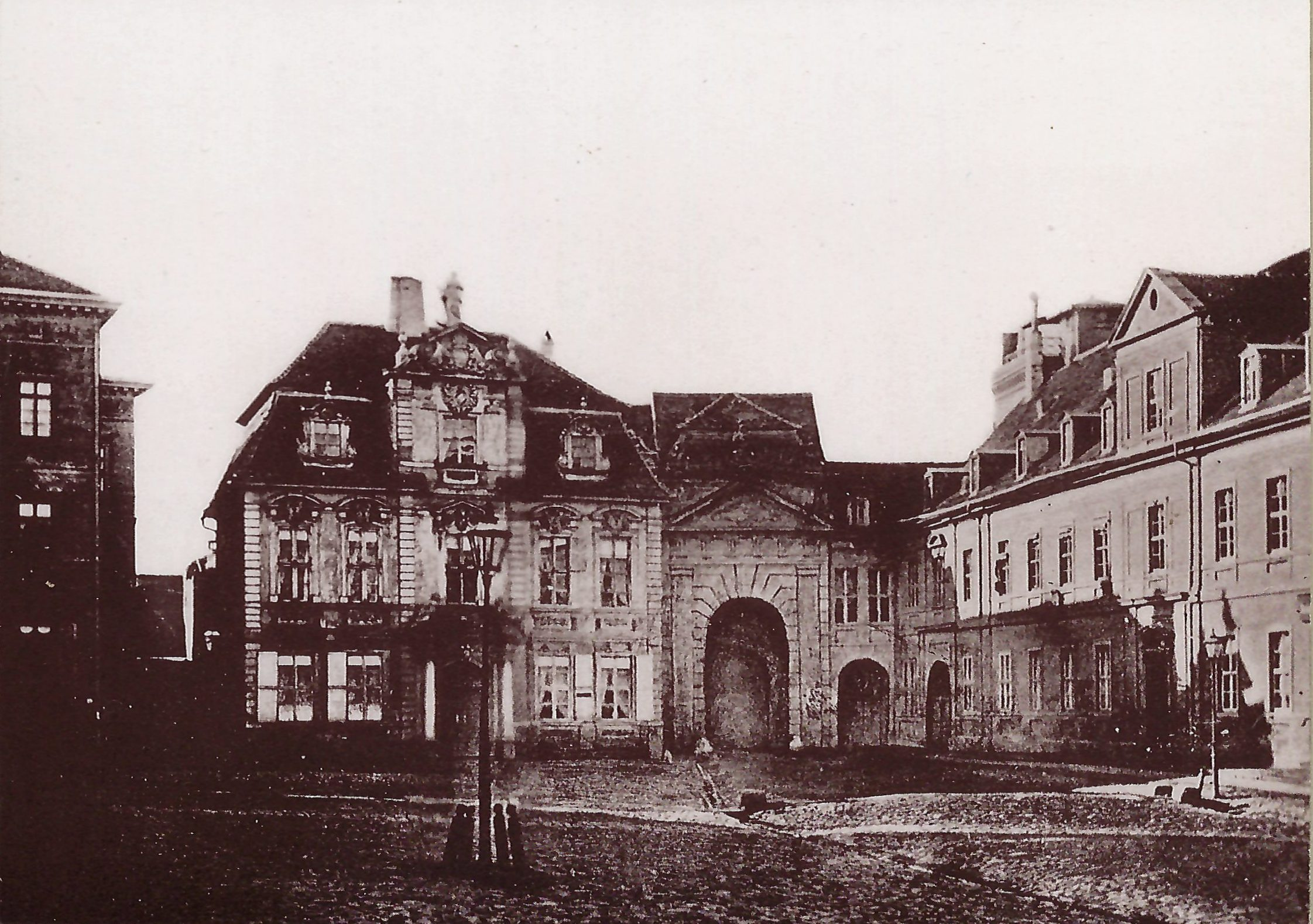
Etwa 1870, vor dem Abriss des Sudenburger Tors

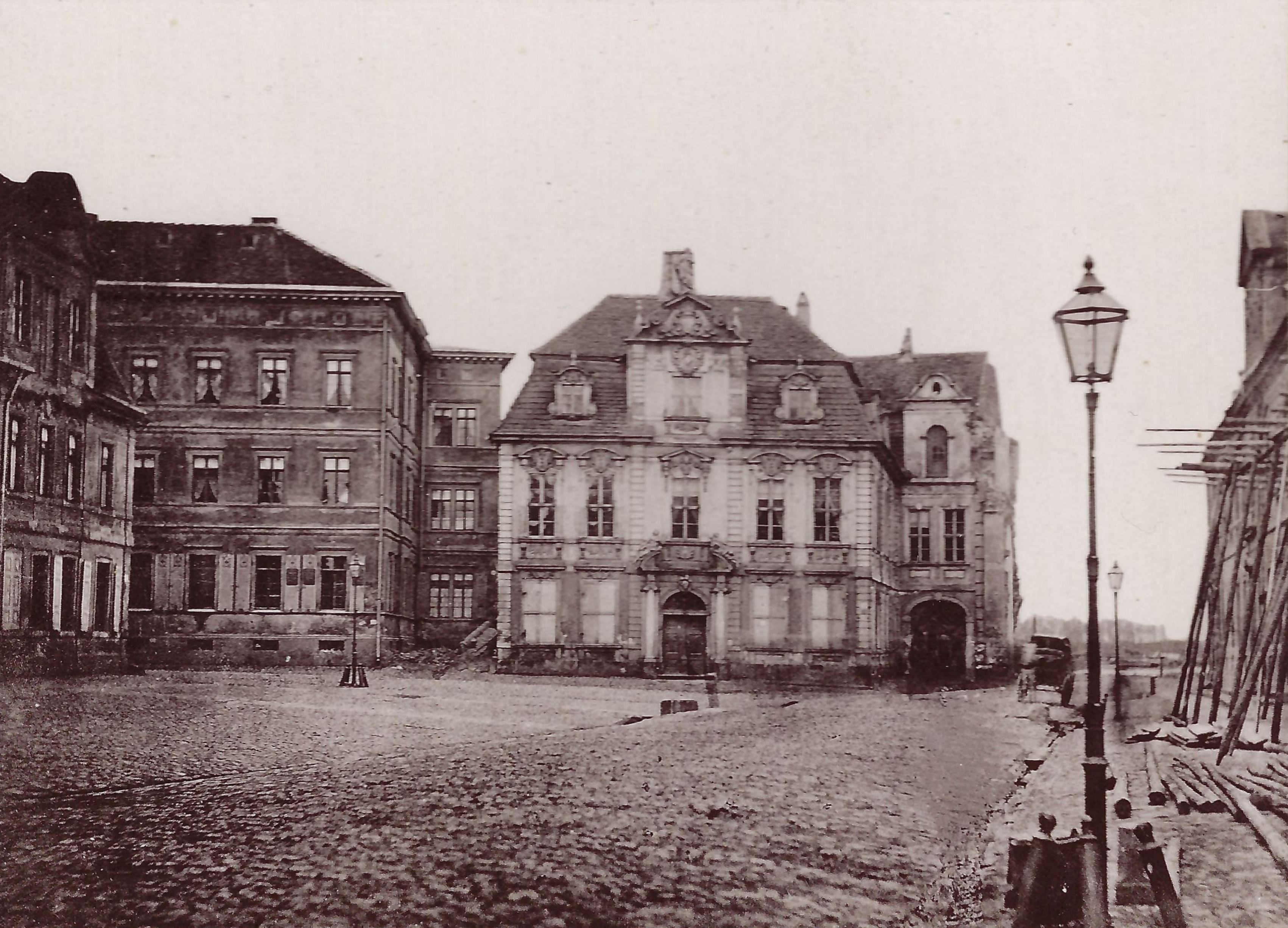
Nach dem ab 1870 erfolgten Abriss des Sudenburger Tors

Das Lilienströmsche Haus war ein bekanntes historisches Wohnhaus in Magdeburg im heutigen Sachsen-Anhalt.

## Lage
Das Gebäude befand sich am südlichen Ende der Magdeburger Altstadt unmittelbar östlich des Alten Sudenburger Tors. Es stand faktisch quer am südlichen Ende des Breiten Wegs und gehörte mit der Adresse Domstraße 1 zur von hier aus nach Osten verlaufenden Domstraße. Unmittelbar südlich des Hauses befanden sich die Anlagen der zur Festung Magdeburg gehörenden historischen Stadtbefestigung Magdeburgs. Heute befindet sich der ehemalige Standort des Hauses etwas nördlich der Kreuzung des Breiten Wegs mit der Danzstraße.

## Architektur und Geschichte
Der Bau des Gebäudes geht auf eine Anordnung von Leopold I. zurück, der die Bebauung des freien Grundstücks neben dem Sudenburger Tor verlangte. Von 1725 bis 1727 errichtete es der Architekt Benediktus Kieffesau. Andere Angaben geben eine Fertigstellung schon für 1725 an. Es entstand ein zweigeschossiger Bau mit einer lediglich fünfachsigen Fassade und einem mittig angeordneten Zwerchhaus, der dem des Reinickeschen Palais (Domplatz 8) nachgebildet wurde. Insgesamt lehnt sich die Gestaltung an die des Domplatzes 8 an, als dessen verkleinerte Nachbildung es erscheint. Sowohl die Gebäudeecken als auch der mittlere Teil, sind durch genutete Lisenen hervorgehoben. Das Portal erinnert in seinen Formen an die des Winnebergschen Palais (Domplatz 7). Es wurde von zwei freistehenden Säulen gerahmt, die einen baluster-geschmückten, in der Mitte vorschwingenden Balkon trugen. Im Übrigen ist das Erdgeschoss schlichter gestaltet. Bedeckt war der Bau von einem hohen gebrochenem Walmdach, auf dem sich mittig ein breiter Schornstein erhob. Aufgrund seines ungewöhnlichen Standorts am Ende des Breiten Wegs, konnte man vom Haus aus den langen Breiten Weg hinunter sehen. Für diese schöne Aussicht war es bekannt. Es galt auch als schönstes Haus der Stadt.
Zumindest seit 1731 wohnte der bekannte Magdeburger Unternehmer Heinrich Wilhelm Bachmann der Ältere im Gebäude, dem es vermutlich auch gehörte. Später lebte hier auch sein Sohn, der bekannte Kunstmäzen Heinrich Wilhelm Bachmann. Das Haus entwickelte sich zu einem gesellschaftlichen Mittelpunkt der Stadt. Im Haus verkehrten Literaten wie Anna Louisa Karsch, Johann Wilhelm Ludwig Gleim und Friedrich Gottlieb Klopstock. Auch ein Garten der Familie auf dem Werder diente zur Durchführung literarischer Sommer-Gesellschaften. Die Bachmannsche Fabrik, in der Seidenbänder und Samt hergestellt wurden, befand sich in unmittelbarer Nachbarschaft in den Häusern Breiter Weg 1 und 2. Nach dem Konkurs des Unternehmens ging Bachmann junior nach Sankt Petersburg und nahm sich dort 1777 das Leben.
In der Zeit um 1790 gehörte das Gebäude dem Hofrat Lau, in dessen Familie es verblieb. Letzte Eigentümerin war Frau Major Amalie Lilienström, geborene Lau, auf die der gebräuchliche Name des Hauses zurückgeht. Ab 1870 erfolgten Arbeiten zu einer Stadterweiterung Magdeburgs. Dabei wurde zunächst das benachbarte Alte Sudenburger Tor abgerissen. Das Lilienströmsche Haus stand nun ungünstig praktisch mitten auf der Fahrbahn des Breiten Wegs. 1872 nahm der Magistrat der Stadt Magdeburg Verhandlungen mit der Eigentümerin auf, um das Grundstück anzukaufen. Ziel war die geradlinige Verlängerung des Breiten Wegs nach Süden und somit der Abriss des Hauses. Letztlich erfolgte der Ankauf für 36.000 Mark. Der Abriss des bekannten Gebäudes erfolgte 1873.
Die aus Sandstein gefertigten Teile der Fassade wurden geborgen und gemeinsam mit dem am Portal befindlichen Inschriftenstein 1727 in den Freiseschen Park nach Neustadt umgesetzt. In dieses Anwesen gelangte auch eine reich beschnitzte Treppe des Hauses.